# Фанар, Антонен
Климент Альфонс Антонен Фанар (фр. Antonin Fanart; 17 января 1831, Безансон — 2 сентября 1903, там же) — французский художник-пейзажист.

## Биография
Родился в семье буржуа. В 1849 году отправился в Швейцарию для изучения живописи в Женеве. Будучи пейзажистом, пятнадцать лет путешествовал по Швейцарии, Савойе и Франш-Конте, где черпал сюжеты для многих своих полотен.
В 1854 году в Женеве состоялась его первая персональная выставка. Поселившись в Париже, выставлялся в Парижском салоне с 1857 по 1879 год. В 1857 году получил свою первую награду за картину «Le Crépuscule dans la plaine des rocailles».
Основал газету Le Doubs, решительно выступавшую против Второй Империи, за что провёл два месяца в тюрьме. В 1871 году после падения Империи был назначен префектом. В 1866 году вернулся в Безансон, работал муниципальным советником.
В 1883 году основал ежедневную газету Le Petit Comtois, был инициатором создания первого музея в Безансоне, а также «Союза декоративных искусств».
Проблемы со здоровьем, семьёй и финансами омрачили конец его жизни, но художник продолжал писать до смерти. Умер из-за болезни сердца. Пожертвовал часть своих работ родному городу.
В числе его учеников был Мари Виктор Эмиль Изанбар.

## Галерея

Картины А. Фанара
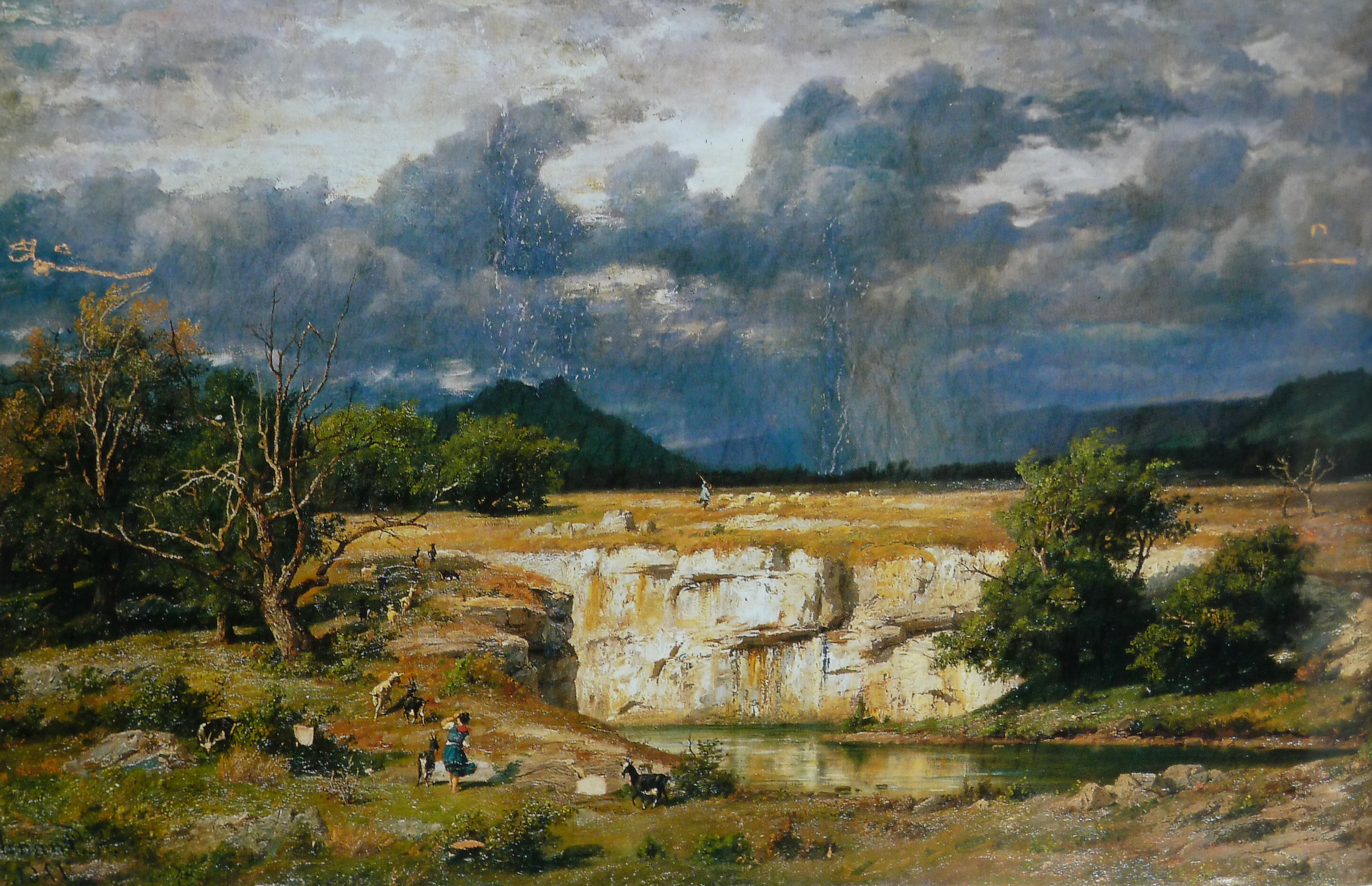
Закат перед грозой (1861), Музей изобразительных искусств и археологии Безансона.
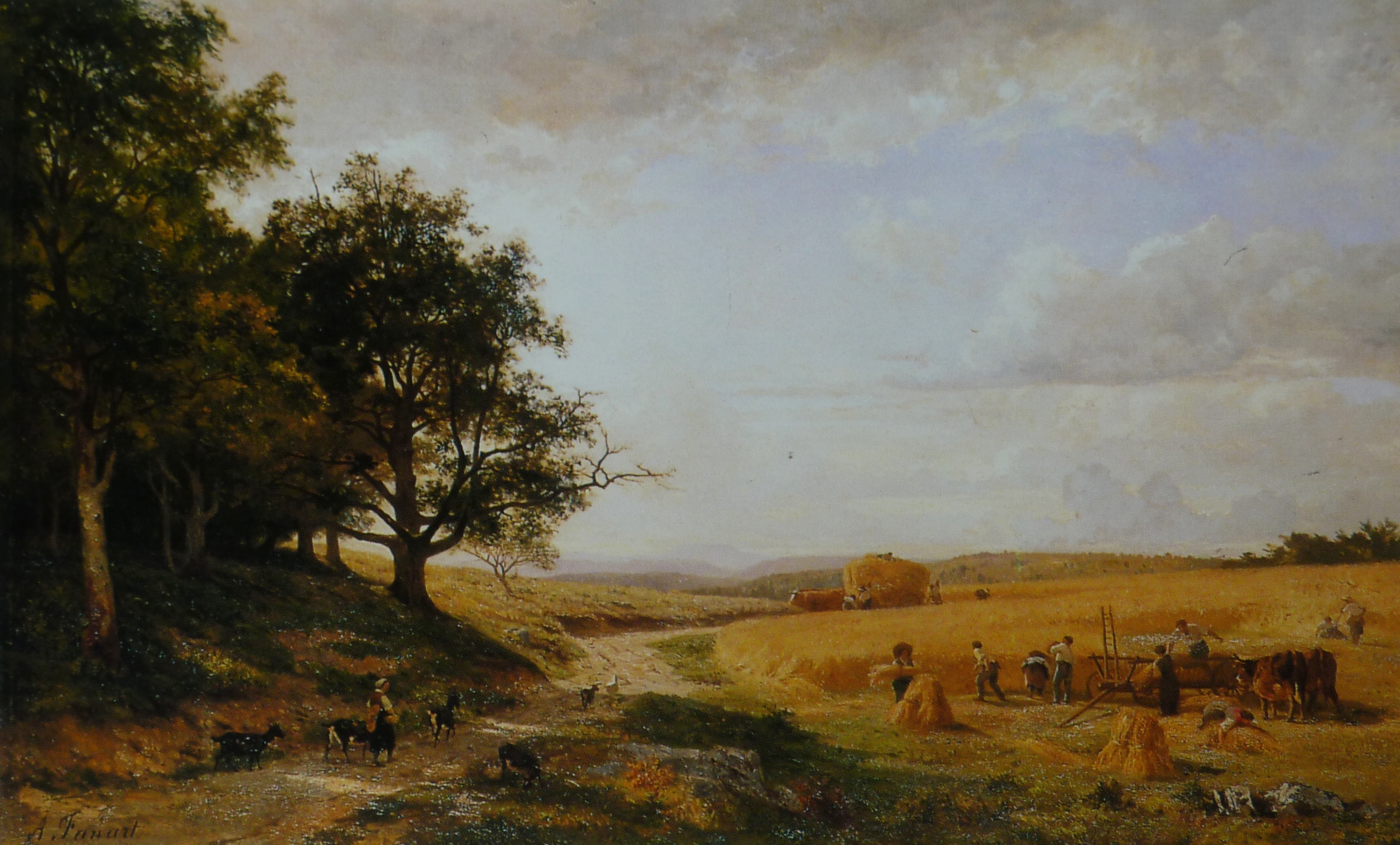
Сбор урожая во Франш-Конте (1864)
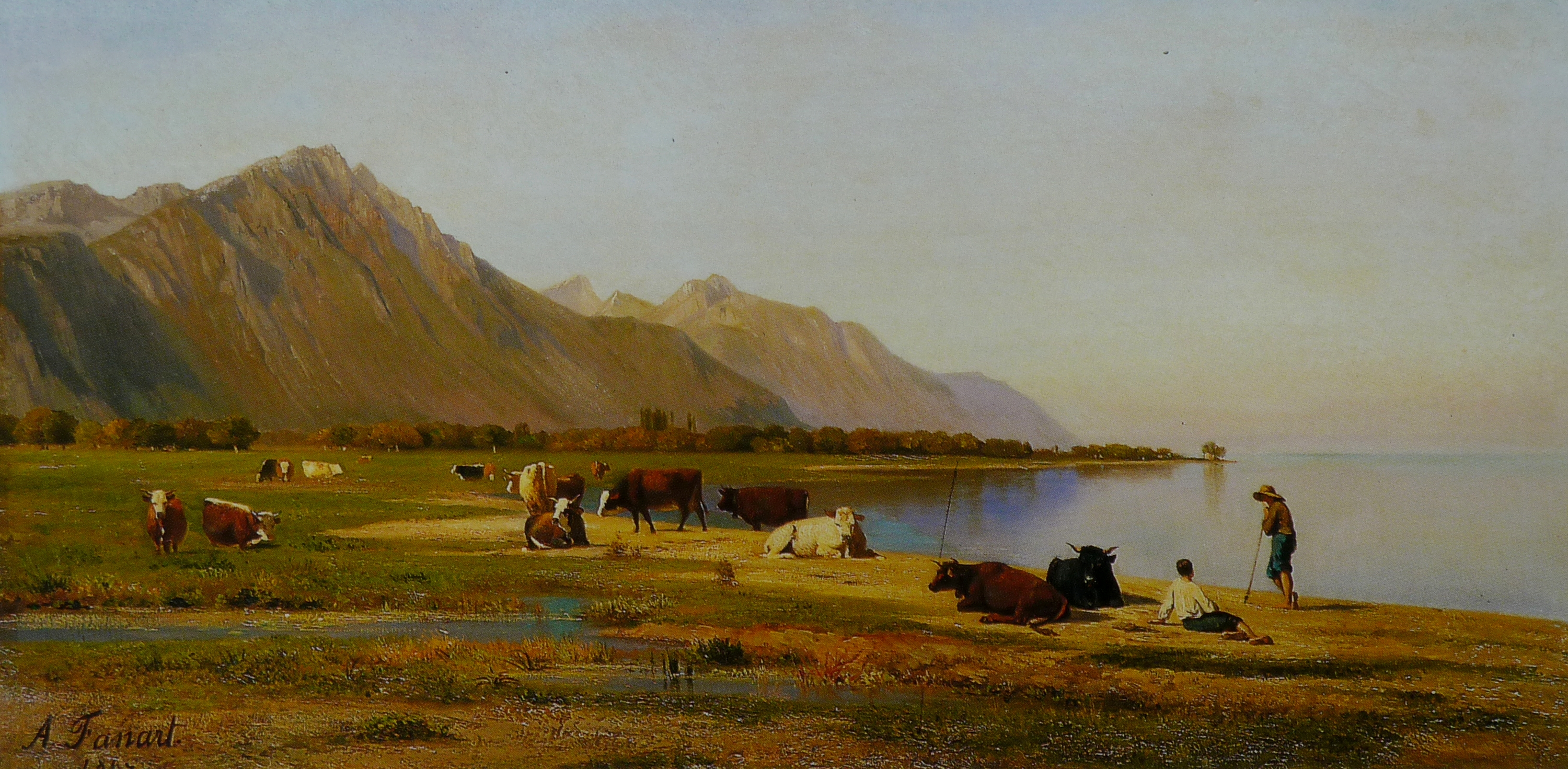
Пастбища Новилля (1867)
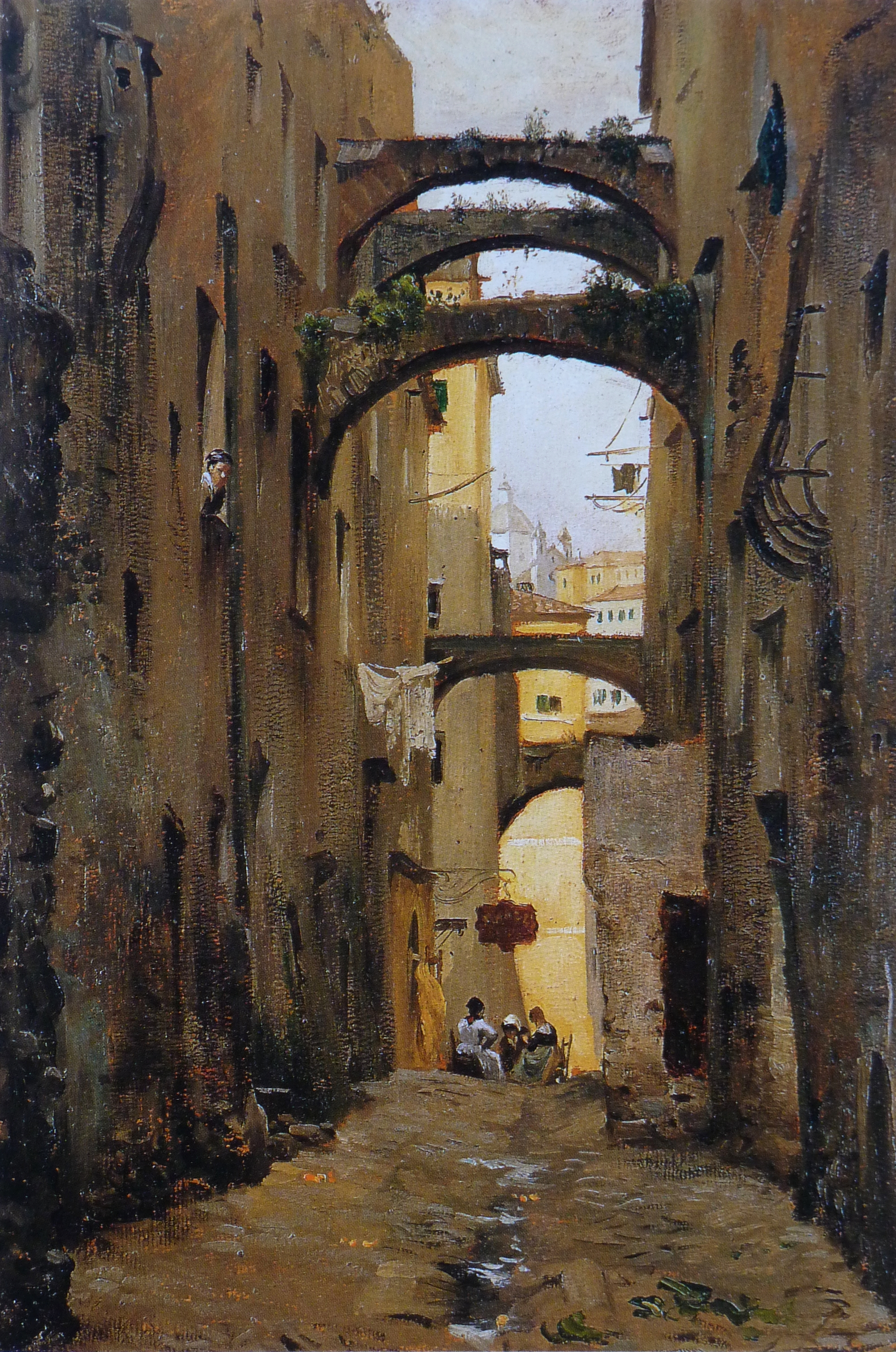
Улица с аркадами (1870), Музей изобразительных искусств и археологии Безансона
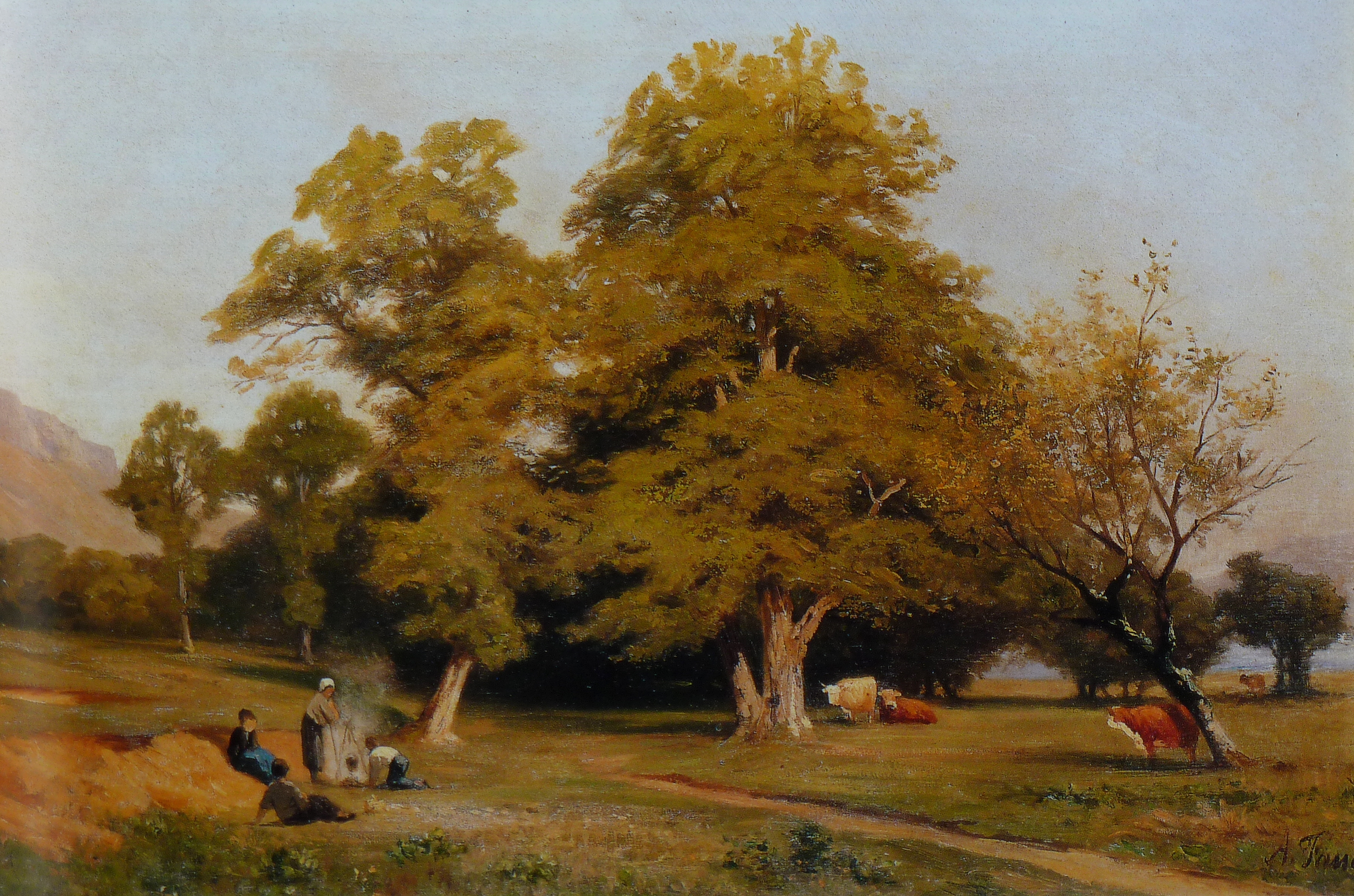
У костра. Пeйзаж (около 1870), Музей изобразительных искусств и археологии Безансона
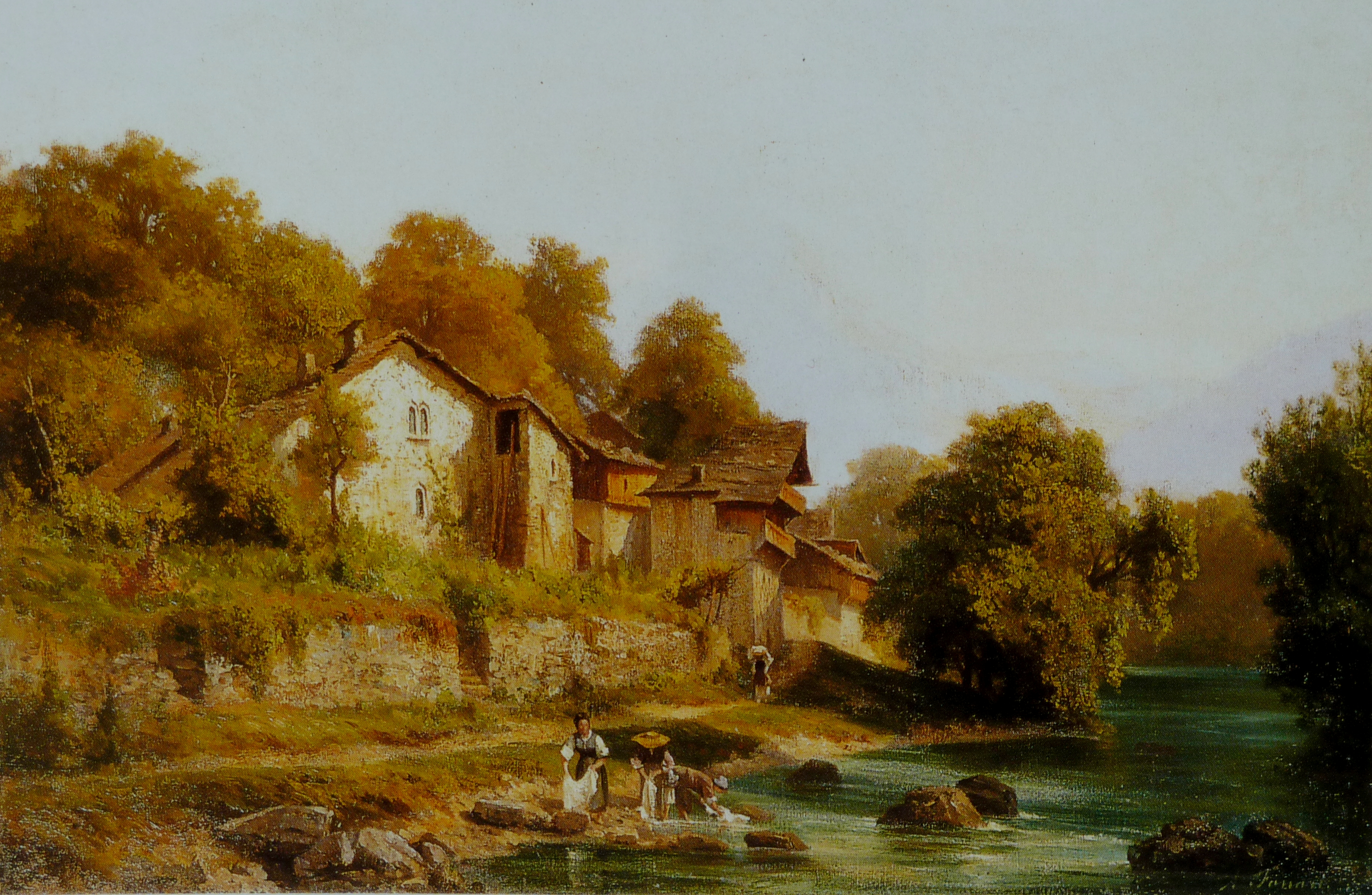
Прачки в Южных Альпах  (1870)
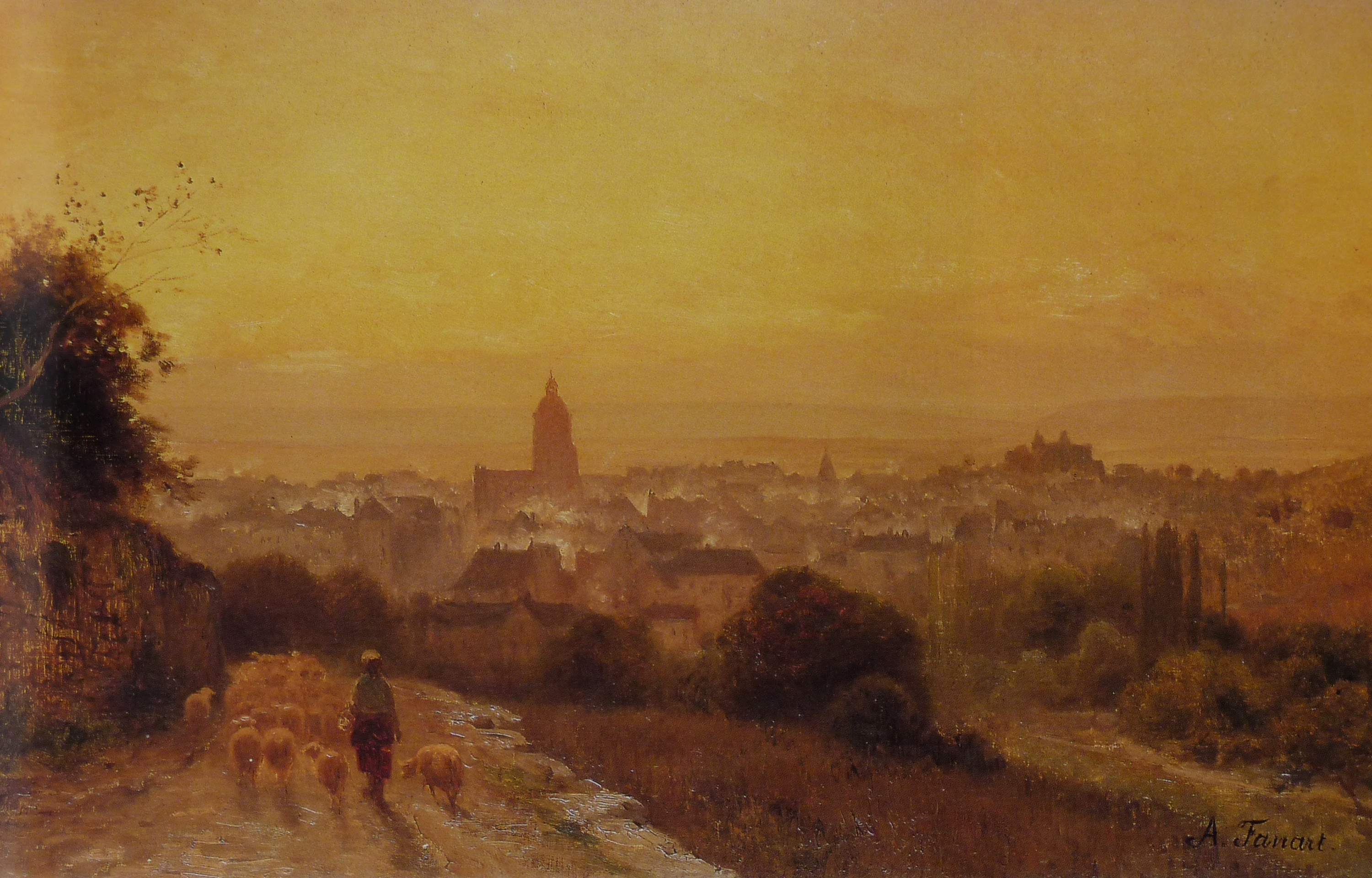
Вид на г. Доул